# Wiktor Zarembiński
Wiktor Zarembiński vel Wacław Sieńko vel Witwicki, pseud.: Zrąb, Azis, Kmita (ur. 28 września?/11 października 1902 w Łabuniach, zm. ok. 17 kwietnia 1943 we Lwowie) – ochotnik w czasie wojny polsko-bolszewickiej, oficer Wojska Polskiego, Polskich Sił Zbrojnych i Armii Krajowej, major kawalerii służby stałej, cichociemny.

## Życiorys
Urodził się w rodzinie Leona i Marii z Berbeckich, siostry generała broni Leona Berbeckiego. W styczniu 1918 roku, będąc uczniem V klasy gimnazjum, przerwał naukę i wstąpił ochotniczo do formującego się wtedy w Winnicy 6 pułku ułanów. W maju 1918 roku został wzięty przez Niemców do niewoli, z której uciekł po 3 tygodniach. W maju 1920 roku wznowił naukę w gimnazjum, w Sosnowcu, jednak w lipcu tego roku ponownie ochotniczo wstąpił do formującego się wtedy w Będzinie 6 pułku Ułanów Kaniowskich. Uczestniczył w wojnie polsko-bolszewickiej. W grudniu w czasie służby na wschodzie zachorował na tyfus plamisty. Leczył się do lipca 1922 roku. 

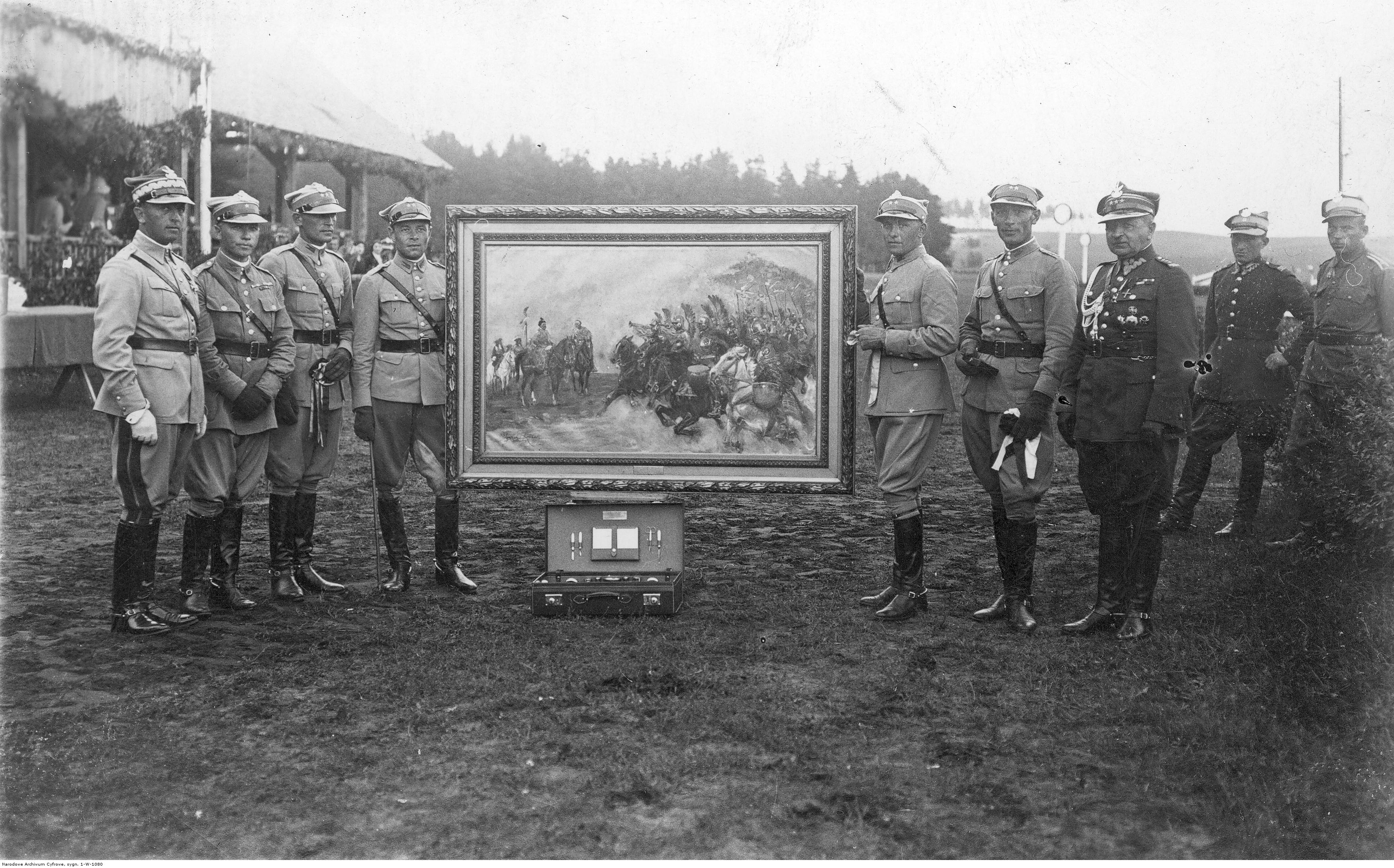
Zawody jeździeckie o mistrzostwo armii w Wilnie 1931 – zwycięska ekipa 3 psk z nagrodą – Wiktor Zarembiński 4. z lewej

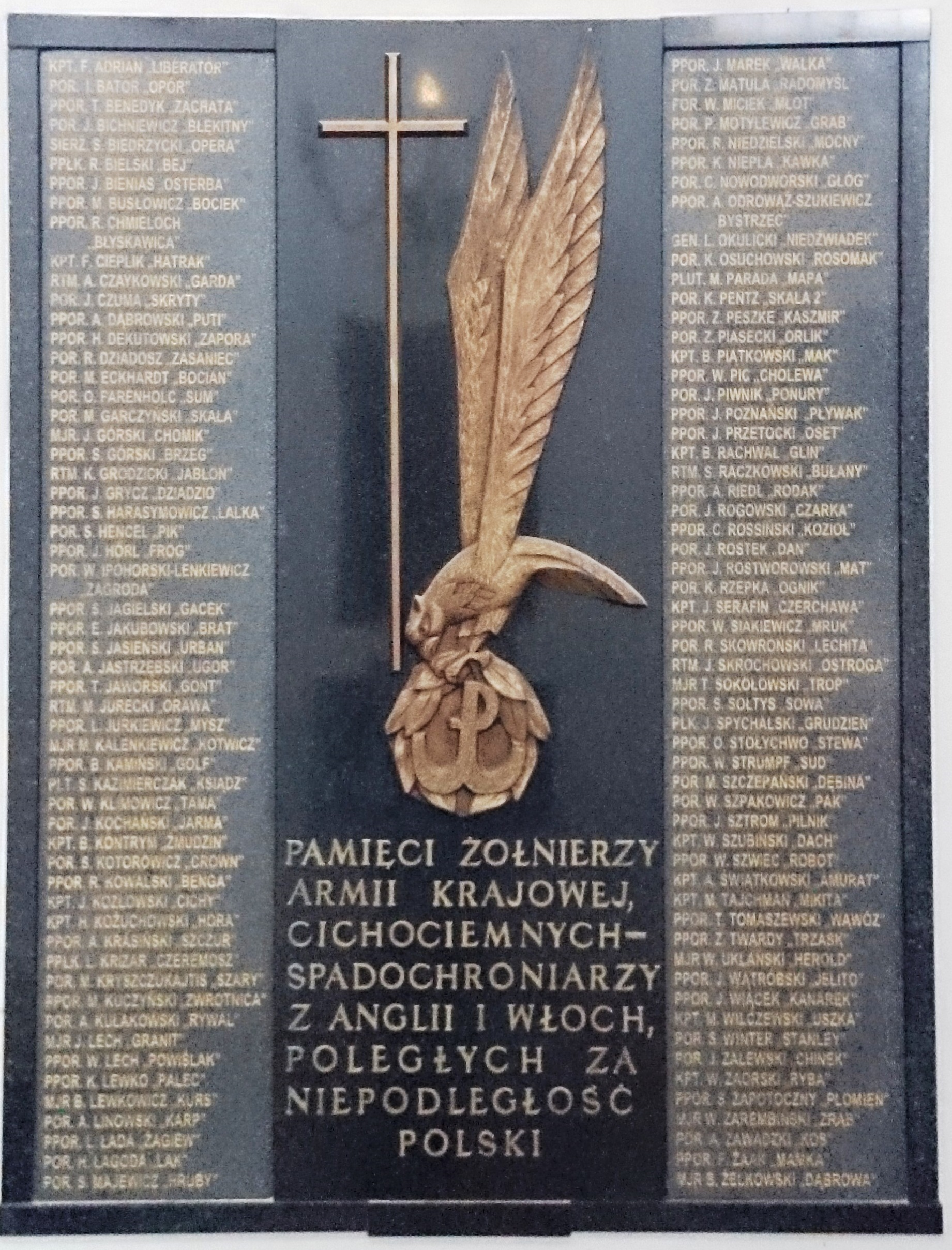
Tablica w kościele św. Jacka w Warszawie, upamiętniająca poległych cichociemnych, w tym Wiktora Zarembińskiego

Następnie ukończył Oficerską Szkołę dla Podoficerów w Bydgoszczy. 26 sierpnia 1924 Prezydent RP mianował go podporucznikiem ze starszeństwem z 31 sierpnia 1924 i 24. lokatą w korpusie oficerów kawalerii, a minister spraw wojskowych wcielił do 4 Pułku Ułanów Zaniemeńskich. W pułku został przydzielony do 2. szwadronu. Wkrótce powierzono mu pełnienie obowiązków dowódcy tego szwadronu. Od 1926 roku w 3 pułku strzelców konnych im. Hetmana Stefana Czarnieckiego pełnił funkcję oficera żywnościowego pułku, ds. materiałowych i wychowawczych. Przez pewien czas był adiutantem pułku i dowódcą IV szwadronu. Od 1931 roku służył w 14 pułku Ułanów Jazłowieckich, m.in. jako p.o. dowódcy 3. szwadronu, a od 1934 roku w 24 pułku ułanów dowodził plutonem w szwadronie karabinów maszynowych. Na stopień rotmistrza został mianowany ze starszeństwem z 19 marca 1937 i 33. lokatą w korpusie oficerów kawalerii. W 1938 roku awansowano go na stanowisko dowódcy 4. szwadronu tego pułku.
Szwadronem tym dowodził we wrześniu 1939 roku. Za męstwo w walkach został dwukrotnie odznaczony Krzyżem Walecznych. 18 września przekroczył granicę polsko-węgierską. Był internowany na Węgrzech. Po ucieczce w listopadzie dotarł do Francji, gdzie został skierowany do macierzystego 24 pułku ułanów, w którym dowodził 2 szwadronem cekaemów. Uczęszczał na kurs dokształcający w Centrum Wyszkolenia Pancernego. W czerwcu 1940 roku po klęsce Francji był ewakuowany do Wielkiej Brytanii. Nadal służył w 24 pułku ułanów, a od października 1940 roku był adiutantem Komendy Miasta Edynburga.
Zgłosił się do służby w kraju. Po przeszkoleniu w dywersji został 7 kwietnia 1942 roku zaprzysiężony w Oddziale VI Sztabu Naczelnego Wodza. Zrzutu dokonano w nocy z 3 na 4 września 1942 roku w ramach operacji „Measles” dowodzonej przez kpt. naw. Mariusza Wodzickiego. Ekipa została zrzucona na placówkę odbiorczą „Żaba” 12 km na południe od Łowicza. Po aklimatyzacji w Warszawie dostał przydział do Okręgu Lwów AK na stanowisko zastępcy komendanta Inspektoratu Lwów Miasto i jednocześnie komendanta Dzielnicy Południowej Inspektoratu. Przybył do Lwowa w listopadzie.
W lutym 1943 roku złamał nogę i kontynuował działalność w miejscu swojego zamieszkania, co przyczyniło się do jego aresztowania 17 kwietnia przez Gestapo. Po przewiezieniu do więzienia przy ul. Łąckiego we Lwowie popełnił samobójstwo przez powieszenie.

## Awanse
- podporucznik – 26 sierpnia 1924 roku
- porucznik – ze starszeństwem od 1 września 1926 roku
- rotmistrz – ze starszeństwem od 19 marca 1937 roku
- major – ze starszeństwem od 3 września 1942 roku

## Odznaczenia
- Krzyż Walecznych – czterokrotnie.

## Życie rodzinne
Ożenił się z Marią Czerniawską (1911–1988). Nie mieli dzieci.

## Upamiętnienie
W lewej nawie kościoła św. Jacka przy ul. Freta w Warszawie odsłonięto w 1980 roku tablicę Pamięci żołnierzy Armii Krajowej, cichociemnych – spadochroniarzy z Anglii i Włoch, poległych za niepodległość Polski. Wśród wymienionych 110 poległych cichociemnych jest Wiktor Zarembiński.